# سید محمدجواد رسولی محلاتی
سید محمدجواد رسولی محلاتی (زاده ۱۳۳۸) دیپلمات و سیاستمدار ایرانی است که پیشتر سفیر ایران در بلغارستان بود. او در فاصله سالهای ۱۳۸۸ تا ۱۳۹۳ سفیر ایران در عربستان سعودی بود. وی فرزند سید هاشم رسولی محلاتی، همچنین برادر همسران علی‌اکبر ناطق نوری، سید محمدعلی شهیدی محلاتی و عباس آخوندی می‌باشد.